# Coat of Many Colors
Coat of Many Colors — восьмой студийный альбом американской кантри-певицы Долли Партон, выпущенный 2 октября 1971 года на лейбле RCA Records. В дальнейшем несколько раз переиздавался на компакт-кассетах и компакт-дисках в 1985, 1999, 2001, 2007 и 2011 годах.
Альбом получил признание критиков и был номинирован на премию CMA Awards 1972 года в категории «Альбом года». Он также появился в списке 100 величайших альбомов всех времен журнала Time и под номером 257 в списке 500 величайших альбомов всех времён по версии журнала Rolling Stone за 2020 год. Партон неоднократно называла заглавный трек своей любимой из всех написанных ею песен.
В 2022 году альбом был назван лучшим кантри-альбомом в истории и занял первое место в списке The 100 Greatest Country Albums of All Time журнала «Rolling Stone».

## История
Альбом был записан в основном весной 1971 года и издан 2 октября 1971 года на лейбле RCA Records.
Альбом был переиздан на компакт-кассетах в Канаде в 1985 году. Впервые он был переиздан на компакт-диске в 1999 году. Он был переиздан на компакт-диске в Европе в 2001 году с альбомом 1971 годаJoshua. В 2007 году альбом снова был переиздан на компакт-диске с четырьмя ранее не издававшимися треками. В 2010 году Sony Music переиздала компакт-диск 2007 года в виде набора из трех дисков, в который вошли My Tennessee Mountain Home 1973 года и Jolene 1974 года.

## Отзывы
Альбом получил положительные отзывы музыкальной критики и обозревателей.
В рецензии, опубликованной 16 октября 1971 года в номере Billboard говорилось: «Новый сингл топ-стилистки, трогательная баллада „Coat of Many Colors“, открывает альбом, который должен стать самым продаваемым на сегодняшний день. Большая часть материала принадлежит ей самой, а несколько сильных номеров написаны Портером Вагонером. Недавний хит-сингл „My Blue Tears“, наряду с другими выдающимися песнями, такими как „She Never Met a Man“ и „The Way I See You“, находится в центре внимания».
Cashbox опубликовал рецензию в номере от 9 октября 1971 года, в которой говорилось: «Трудно поверить, что это возможно, но релизы Долли по-прежнему становятся все лучше и лучше с каждым разом, когда вы их слушаете и когда новый релиз выходит на рынок. Этот альбом — ещё один „булли“ (яблочко прямо в точку): её новый сингл в качестве заглавной композиции и её предыдущий хит „My Blue Tears“ для притягательной силы, необыкновенная мелодия собственного сочинения (даже для Долли) „She Never Met a Man (She Didn’t Like)“ для программной привлекательности и трио мелодий Портера Вагонера, чтобы положить глазурь на кантри-торт. На вершине чарта».
В рецензии Роберта Кристгау в его книге 1981 года Christgau's Record Guide: Rock Albums of the Seventies, говорится: «Начиная с двух абсолютно классических песен, одна о материнской любви, другая о материнской сексуальности, и включая ответы кантри-музыки на „Triad“ („If I Lose My Mind“) и „The Celebration of the Lizard“ („The Mystery of the Mystery“), первая сторона является гениальной по чистоте, которую вы больше не встретите в роке. Вторая сторона [сторона B] — просто талант, за исключением 'She Never Met a Man (She Didn’t Like)', которая больше».
В 2007 году Джон Метцгер, написав рецензию для The Music Box, сказал, что альбом «прочно остается художественной вершиной её карьеры», потому что он «смелый, дерзкий и эмоционально чистый».
Стивен Томас Эрлевайн из AllMusic дал альбому пять звезд и сказал, что альбом «заявил о Партон как о крупном самостоятельном таланте, а не просто как о партнере по дуэту». Далее дополнил, что это удивительно разнообразный, тонкий, аккуратный альбом, демонстрирующий, что Долли может с одинаковым апломбом справляться с балладами, кантри-роком, слезоточивыми песнями и кантри-попом... и «хотя альбом очень короткий, его продолжительность менее получаса, в нем нет ни одного лишнего момента».

## Коммерческий успех
Альбом достиг высшей позиции на 7-м месте в американском чарте Billboard Hot Country LP.
Первый сингл альбома, «My Blue Tears», был выпущен в июне 1971 года и занял 17-е место в чарте Billboard Hot Country Singles и 4-е место в Канаде в чарте RPM Country Singles. Второй сингл, «Coat of Many Colors», был выпущен в сентябре 1971 года и достиг максимума на № 4 в чарте Billboard Hot Country Singles и № 15 в Канаде в чарте RPM Country Singles. В Австралии она достигла максимума на № 60.

## Признание
Альбом был номинирован в категории Album of the Year в 1972 году ассоциацией Country Music Association Awards.
В 2006 году альбом был включён журналом Time в его список 100 лучших альбомов всех времён (100 Greatest Albums of All Time). В 2003 году альбом был включён журналом Rolling Stone в его список 500 величайших альбомов всех времён по версии журнала Rolling Stone (№ 299), и затем повторно в два переиздания 2012 года (№ 301) и 2020 года (№ 257). В 2017 году National Public Radio включило альбом под одиннадцатым номеров в список 150 лучших альбомов, записанных женщинами.
В 2022 году альбом был назван лучшим кантри-альбомом в истории и занял первое место в списке The 100 Greatest Country Albums of All Time журнала «Rolling Stone».

## Список композиций
| №   | Название                                | Автор(ы)       | Длительность |
| --- | --------------------------------------- | -------------- | ------------ |
| 1.  | «Coat of Many Colors»                   | Долли Партон   | 3:05         |
| 2.  | «Traveling Man»                         | Партон         | 2:40         |
| 3.  | «My Blue Tears»                         | Партон         | 2:16         |
| 4.  | «If I Lose My Mind»                     | Портер Вагонер | 2:29         |
| 5.  | «The Mystery of the Mystery»            | Вагонер        | 2:28         |
| 6.  | «She Never Met a Man (She Didn't Like)» | Партон         | 2:41         |
| 7.  | «Early Morning Breeze»                  | Партон         | 2:54         |
| 8.  | «The Way I See You»                     | Вагонер        | 2:46         |
| 9.  | «Here I Am»                             | Партон         | 3:19         |
| 10. | «A Better Place to Live»                | Партон         | 2:39         |

| №   | Название                        | Автор(ы) | Длительность |
| --- | ------------------------------- | -------- | ------------ |
| 11. | «My Heart Started Breaking»     | Партон   | 3:02         |
| 12. | «Just as Good as Gone»          | Партон   | 2:28         |
| 13. | «The Tender Touch of Love»      | Вагонер  | 2:26         |
| 14. | «My Blue Tears» (Acoustic Demo) | Партон   | 2:24         |

## Над альбомом работали
- Долли Партон — вокал, гитара
- Билли Санфорд — гитара
- Дейв Кирбай — гитара
- Джерри Шук — гитара
- Джордж Маккормик — гитара
- Пит Дрейк[англ.] — гитара
- Бобби Дайсон — бас
- Джерри Карриган[англ.] — ударные
- Бак Трент[англ.] — банджо
- Мак Магаха — фиддл
- Джонни Гимбл[англ.] — фиддл
- Бадди Спичер[англ.] — фиддл
- Харгус «Pig» Роббинс[англ.] — пианино
- Дэвид Бриггс[англ.] — пианино
- The Nashville Edition — бэк-вокал

## Чарты
| Чарт (1971)                       | Высшая позиция |
| --------------------------------- | -------------- |
| США, Hot Country LP’s (Billboard) | 7              |

| Чарт (1972)                       | Высшая позиция |
| --------------------------------- | -------------- |
| США, Hot Country LP’s (Billboard) | 32             |

| Название              | Год  | Высшая позиция | Высшая позиция | Высшая позиция |
| Название              | Год  | US Country     | CAN Country    | AUS            |
| --------------------- | ---- | -------------- | -------------- | -------------- |
| «My Blue Tears»       | 1971 | 17             | 4              | —              |
| «Coat of Many Colors» | 4    | 15             | 60             |                |

## Сертификации
| Регион                                                                      | Сертификация | Продажи |
| --------------------------------------------------------------------------- | ------------ | ------- |
| Австралия (ARIA)                                                            | Золотой      | 35 000  |
| Данные о продажах + прослушиваниях приведены только на основе сертификации. |              |         |